# Orient Securities
Orient Securities Co., Ltd. També conegut com a DFZQ és un banc d'inversió xinès i empresa de brokerage amb seu a Xangai. Orient Securities forma part de l'índex SSE 50 de la Borsa de valors de Xangai.
Proporciona serveis en el sector dels futurs, administració de patrimonis, administració d'inversions i assessoria d'inversions. Va ser incorporada amb èxit a la Borsa de Xangai el 23 de març de 2015 i en la Borsa de valors d'Hong Kong el 2016.